# Orbeasca (gmina)
Orbeasca – gmina w Rumunii, w okręgu Teleorman. Obejmuje miejscowości Lăceni, Orbeasca de Jos i Orbeasca de Sus. W 2011 roku liczyła 7625 mieszkańców. 